# Batalla del Estrecho de Corea
La Batalla del Estrecho de Corea fue una pequeña batalla naval librada en el primer día de la Guerra de Corea; 25-26 de junio de 1950, entre las fuerzas navales de Corea del Sur y Corea del Norte. Un transporte de tropas norcoreano con cientos de soldados, intentaron desembarcar su carga cerca de Busan, pero fue encontrado y atacado por un bote patrulla surcoreano, hundiendo así al transporte de tropas. Fue una de las acciones de la primera superficie de la guerra y dio lugar a una importante victoria de Corea del Sur.

## Batalla

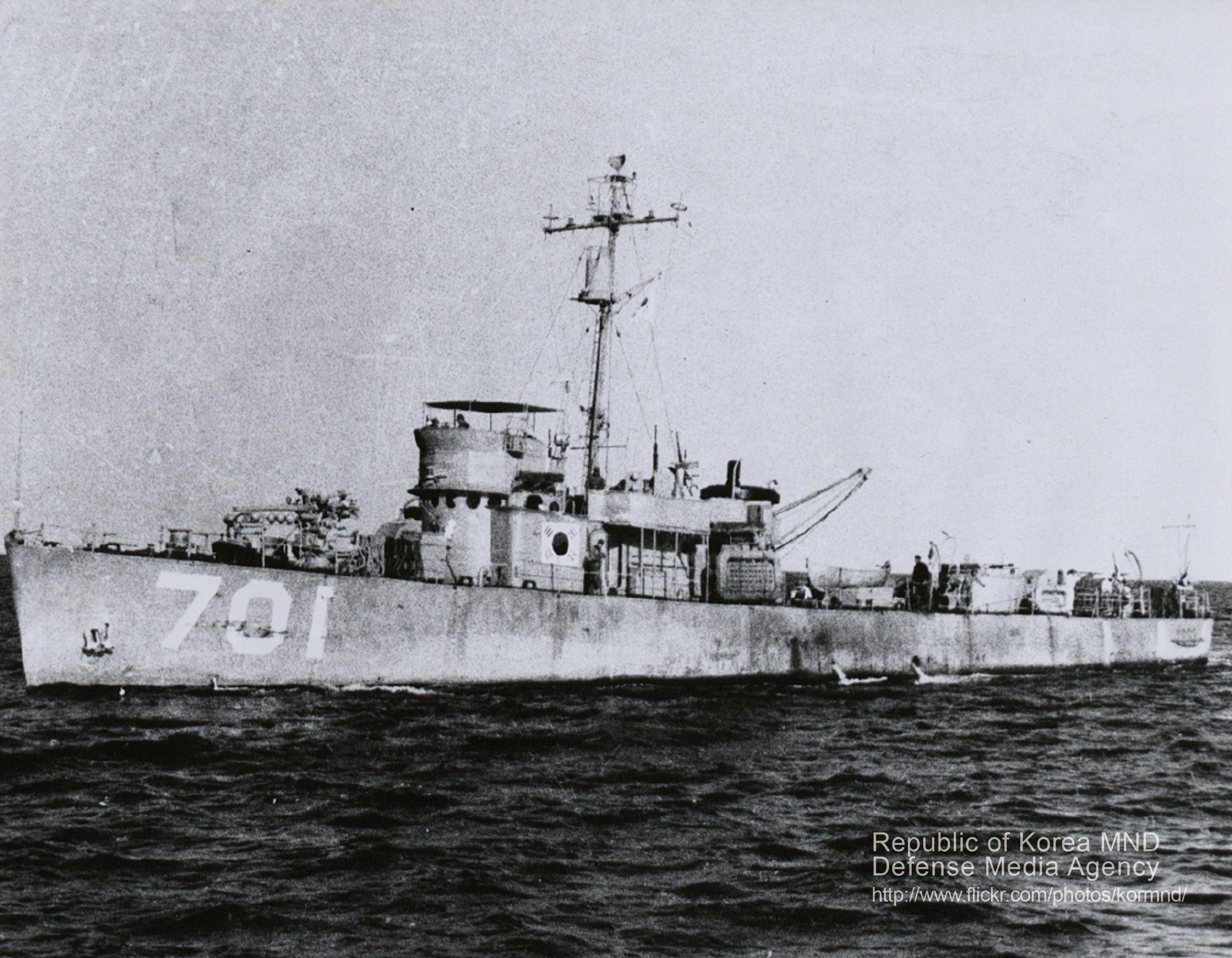
Baekdusan (PC-701) with South Korean flag painting on the side of the ship

La Guerra de Corea comenzó con una invasión masiva norcoreana a Corea del Sur. Durante la invasión, la Marina Popular de Corea fue asignada para insertar las tropas en la costa sureste de la península. Anteriormente un buque mercante estadounidense de 1000 toneladas, fue armado con ametralladoras y cargado con 600 soldados del 766.o Regimiento Independiente de Infantería.
Era temprano por la mañana cuando el cazasubmarinos de la Armada de Corea del Sur Bak Du San divisó el barco de vapor enemigo a dieciocho kilómetros de Busan. El cazasubmarinos era el buque insignia de la Armada de Corea del Sur y también había sido un buque estadounidense, construido en el año 1944 como USS PC-823, dado de baja después de la Segunda Guerra Mundial y transferido a la Academia de la Marina Mercante como Ensign Whitehead, y finalmente vendido a Sur Corea en el año 1949.
El Bak Du San primero advirtió al barco enemigo con señales de luces pero no recibió respuesta. Pero cuando los surcoreanos encendieron sus reflectores, los norcoreanos abrieron fuego, haciendo blanco contra el puente del Bak Du San. El timonel fue muerto y el oficial de cubierta resultó gravemente herido. El Bak Du San devolvió el fuego con su armamento principal, un cañón antiaéreo de 3 pulgadas (76,2 mm) y seis ametralladoras Browning calibre .50 (12,7 mm).
Después de que los norcoreanos comenzaron a recibir daños, el barco intentó huir de la batalla. Durante ese batalla, el Bak Du San persiguió y hundió al barco enemigo cerca de la isla de Tsushima con fuertes pérdidas vidas humanas. La victoria, aunque no intencional, fue un logro estratégico importante. Busan era vital pero solo estaba ligeramente defendido y si hubiera caído los norcoreanos se habrían encontrado un paso más cerca de aplastar completamente al país.